# Jalifa II de Zanzíbar
Jalifa II bin Harub al-Busaíd, GCB, GCMG, GBE (26 de agosto de 1879-9 de octubre de 1960) (en árabe: خليفة بن حارب البوسعيد‎) fue el noveno sultán de Zanzíbar. Reinó desde el 9 de diciembre de 1911 al 9 de octubre de 1960.

## Biografía
Fue nieto de Thuwaini bin Said, sultan de Oman.
En el año 1900 se casó con la princesa Matuka bint Hamud Al-Busaid, hija del sultán Hamud ibn Mohammed de Zanzíbar y hermana del sultán Alí II, su predecesor. 
Accedió al trono en el año 1911, cuando el sultán Alí II abdicó debido a su enfermedad en su hijo Sayyid Soud ibn Alí. Debido a la corta edad del príncipe Soud, Khalifah se convirtió en el regente y posteriormente asumió el poder de sultán.
Fue sucedido por el mayor de sus hijos supervivientes, Abdullah ibn Khalifa Al-Busaid.

## Honores
- Medalla conmemorativa de la coronación del rey Jorge V del Reino Unido -1911
- Gran Cordón de la Orden Saidí de Omán
- Medalla conmemorativa del Jubileo de Plata del rey Jorge V de Inglaterra -1935
- Gran Cruz de la Orden del Imperio Británico -1935
- Gran Cruz de la Orden de San Miguel y San Jorge-1936
- Medalla conmemorativa de la coronación del rey Jorge VI del Reino Unido -1937
- Comandante de la Orden del Escudo y las Lanzas de Buganda.
- Medalla conmemorativa de la coronación de la reina Isabel II del Reino Unido -1953[1]